# Doamna Maria Despina
Doamna Maria Despina, född 1440, död 1500, var furstinna av Valakiet. Hon var gift med Radu cel Frumos och mor till Stefan den store. Enligt en legend var hon ursprungligen hustru till en serbisk furste, men rövades 1473 bort av Radu, som 1478 gifte sig med henne.